# دافيد زاياس
دافيد زاياس (بالألمانية: David Zajas)‏ (1 مايو 1983 بآرنسبرغ في ألمانيا - ) هو لاعب كرة قدم ألماني في مركز الوسط. لعب مع فاتنشايد 09 ونادي بوخوم وFC Wegberg-Beeck ‏ وSSVg Velbert ‏ وVfL Bochum II ‏.

## وصلات خارجية
- دافيد زاياس على موقع قاعدة بيانات كرة القدم.إي يو (الإنجليزية)
- دافيد زاياس على موقع بيانات كرة القدم. دي إي (الألمانية)
- دافيد زاياس على موقع Soccerway.com (الإنجليزية)
- دافيد زاياس على موقع عالم كرة القدم.نت (الإنجليزية)